# Kreisarchiv Soest
Das Kreisarchiv Soest ist das kommunale Archiv des Kreises Soest. Es dokumentiert die Geschichte und Gegenwart des Kreises und seiner Gemeinden.
Die Überlieferung der ehemaligen Kreise Soest und Lippstadt seit ihrer Gründung 1817 bis 1974 und die des neuen Kreises Soest ab 1975 sowie nichtamtliche Überlieferungen werden durch das Archiv betreut.

## Geschichte des Kreisarchivs
Im April 1963 gab der Kreisausschuss des Kreises Soest die Zustimmung zur Errichtung eines Archives, um „das abgelegte Schriftgut der Verwaltung zu ordnen und sicherzustellen“. Der Verkehrsdirektor a. D. der Stadt Soest Klaus Hilse wurde Kreisarchivverwalter. Heribert Lücking löste ihn 1967 ab und betreute das Kreisarchiv verwaltungsintern. Im Kreis Lippstadt wurde 1966 durch den Bürgermeister Jakob Koenen angeregt, eine „Film-, Bild- und Archivstelle für die Stadt und den Kreis Lippstadt“ anzulegen. Der örtliche Bildjournalist Walter Nies erstellte zu diesem Zweck Fotos von besonderen Anlässen und Ereignissen sowie „Filmische Jahresschauen“. Als eigentliche Geburtsstunde des Kreisarchives Soest gilt die hauptamtliche Besetzung mit dem damaligen Kreisinspektor Heinz Haider zum 1. April 1978. Haider war bis 1997 der Leiter des Kreisarchives. Seitdem leitet Beatrix Pusch das Archiv. Zum 25-jährigen Jubiläum des Kreisarchivs wurde am 9. April 2003 in der Villa Plange eine Feierstunde veranstaltet.

## Bauliche Unterbringung
Das Kreisarchiv war zuerst im Kreishaus untergebracht und zog 1982 in das Fabrikgebäude Wippermann & Thomae am Hohen Weg in Soest um. Dabei kam es zur Vereinigung der beiden Archivteile aus dem Altkreis Soest und dem Altkreis Lippstadt. Ein Jahr später erfolgte der Umzug in die Villa Plange. Es standen auf 450 m² Nutzfläche Verwaltungs-, Magazin-, Werkstatt-, Bibliotheks- und Leseräume zur Verfügung. Im Zwischenarchiv im Kreishaus wurden auf 800 m² Magazinfläche 5000 Meter Altakten verwaltet. In der Villa Plange war das Kreisarchiv Soest bis 2011 untergebracht. Anschließend wurde das Archiv mit dem Verwaltungs- und Öffentlichkeitsbereich in das nahe gelegene Kreishaus verlegt, das Magazin verblieb am bisherigen Standort. Das Kreisarchiv Soest und das Stadtarchiv Soest sind seit 2021 zusammen mit der Wissenschaftlichen Stadtbibliothek sowie der Soester Stadtarchäologie gemeinsam in der ehemaligen Landwirtschaftsschule untergebracht.

## Archivneubau und Umzug

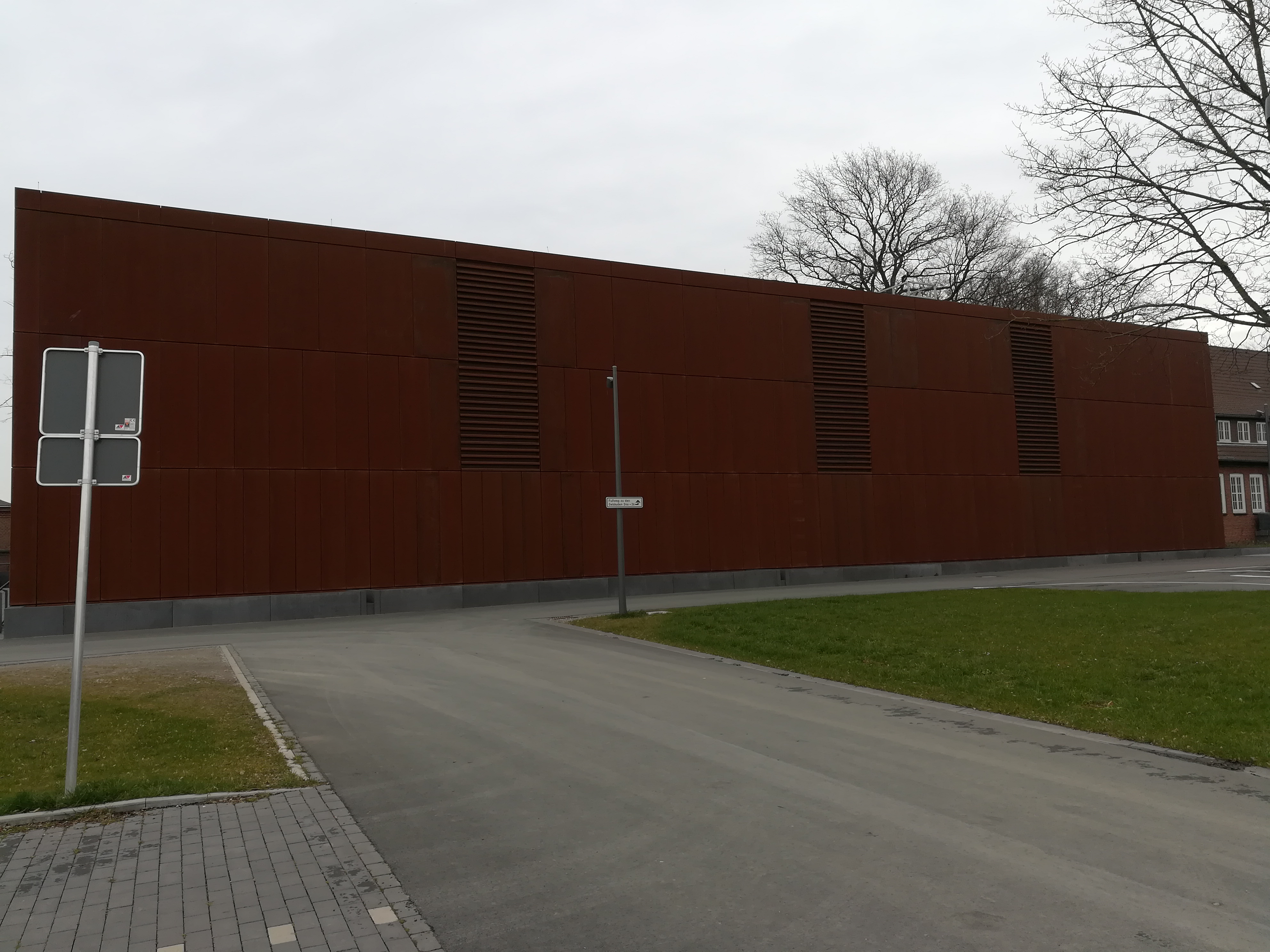
Magazingebäude mit einer Fassade aus Cortenstahl

2010 stellte das Kreisarchiv konkrete Flächenberechnungen und erste Raumplanungen vor. 2014 erstellte der Kreis Soest eine Machbarkeitsstudie für das kreiseigene Verwaltungsgebäude Niederbergheimer Str. 24 in Soest. Kreis Soest und Stadt Soest entschieden sich 2015 für einen gemeinsamen Standort ihrer Archiv in der ehemaligen Landwirtschaftsschule in Soest. Nach dem Architektenwettbewerb 2016 des Betreuungsbüros Post & Welters Architekten & Stadtplaner GmbH wurde der Entwurf des Bochumer Architektenbüros Banz und Riecks umgesetzt. Der erste Spatenstich erfolgte am 1. Februar 2019 und der Bau begann Mitte 2019. Nach der Fertigstellung wurde der Umzug von der Firma GEUER International im Frühling 2021 durchgeführt.
Die Fassade des Magazinneubaus besteht aus Cortenstahl. Bauherr war der Kreis Soest, die Stadt mietet die Flächen für ihre Einrichtungen an. Von den 3.600 m² nutzt der Kreis Soest  52 Prozent des Gebäudes, die Stadt Soest 48 Prozent.

## Zwischenarchiv
1986 wurde das Zwischenarchiv im Kreishaus eingerichtet. Es ist eine Altregistratur unter der Verwaltung des Archivs; dort werden die von den Organisationseinheiten nicht mehr im laufenden Geschäftsgang benötigten Akten betreut. Die Akten werden für die Dauer der Aufbewahrungsfrist sachgemäß aufbewahrt und bei Bedarf der anfordernden Dienststelle zugänglich gemacht. Die Altakten werden aus der Sachbearbeiterablage in das Zwischenarchiv kontinuierlich überführt. Nach Ablauf der Aufbewahrungsfrist werden die Akten bewertet und entweder kassiert oder in das Endarchiv übernommen.

## Arbeitskreise
Der Arbeitskreis der Kommunalarchive im Kreis Soest wurde im Jahr 2001 gegründet und das Kreisarchiv hat den Vorsitz.
2016 wurde der Notfallverbund der Archive im Kreis Soest gegründet, dem 13 Städte und Gemeinden des Kreises Soest angehören. Das Kreisarchiv Soest hat den Vorsitz.
Der Arbeitskreis Archiv, heute Facharbeitskreis Digitale Langzeitarchivierung, bei der KDVZ Citkomm (heute Südwestfalen IT) wurde 2010 gegründet. Die Kreisarchivarin des Kreises Soest ist Sprecherin des Arbeitskreises. Das Kreisarchiv Soest hat seit 2019 mit DiPS.kommunal ein Digitales Langzeitarchiv im Einsatz.

## Archivleitung
| Zeitraum  | Name                  |
| --------- | --------------------- |
| 1963–1966 | Klaus Hilse           |
| 1967–1978 | Heribert Lücking      |
| 1978–1997 | Heinz Haider          |
| 1997–2024 | Beatrix Pusch         |
| 2024 -    | Maximilian Fahrenbach |

## Archivbestände

### Umfang
| Medium                               | Umfang                   |
| ------------------------------------ | ------------------------ |
| Akten                                | ca. 2.000 laufende Meter |
| Zeitungsbände                        | 1.800                    |
| Fotos                                | ca. 70.000               |
| Fotoalben                            | 33                       |
| Filme                                | 41                       |
| Videos                               | 169                      |
| Tonbänder                            | 115                      |
| Tonkassetten                         | 297                      |
| Plakate                              | ca. 20.300               |
| Kalender                             | 72                       |
| Karten und Pläne                     | ca. 13.800               |
| Wappen und Teller                    | 97                       |
| Schriftwerke in der Archivbibliothek | ca. 26.100               |

### Archivtektonik

#### Archivgut des Kreises Soest und seiner Vorläufer

##### Kreis Lippstadt
- LRA LP-A / Landratsamt Lippstadt A (Zeitraum: 1775–1941)
- LRA LP-B / Landratsamt Lippstadt B (Zeitraum: 1880–1953)
- KA LP-A / Kreisausschuss Lippstadt A (Zeitraum: 1820–1932)
- KA LP-B / Kreisausschuss Lippstadt B (Zeitraum: 1874–1992)
- Krs. LP / Kreis Lippstadt (Zeitraum: 1871–1996)

##### Altkreis Soest
- RA SO-A / Landratsamt Soest A (nur Mikrofiche; Zeitraum: 1803–1930)
- LRA SO-B / Landratsamt Soest B (Zeitraum: 1837–1969)
- KA SO / Kreisausschuss Soest (Zeitraum: 1719–1968)
- Altkrs. SO / Altkreis Soest (Zeitraum: 1856–2000)

##### Kreis Soest
- Krs. SO-A / Kreis Soest A (Zeitraum: 1818–2015)
- Krs. SO-B / Kreis Soest B (Zeitraum: 1929–2021)

### Archivgut anderer Herkunft

#### Behörden und Einrichtungen
- L 1     Berufsschule des Amtes Warstein (Zeitraum: 1872–1958)
- L 2     Kreis Cottbus (Zeitraum: 1990–1994)
- L 3     Fürstliches Verwaltungsamt Stift Cappel (Zeitraum: 1906–1931)
- L 4     AOK
- L 5     Kreisheimatpfleger (Zeitraum: 1950–2010)
- L 6     Wirtschaftsförderung Kreis Soest (Zeitraum: 1989–2019)
- L 7     Neue Arbeit Hellweg e.V. (Zeitraum: 1994–2016)
- L 8     Hellweg Touristik e.V. (Zeitraum: 1992–2012)
- L 9     Technologie- und Wissenstransfer im Kreis Soest e.V. (Zeitraum: 1998–2008)
- L 10    Regionalagentur Hellweg-Hochsauerland (Zeitraum: 1994–2010)

#### Firmen, Vereine, Verbände, Parteien
- N 1     Wasser- und Bodenverband Benninghausen-Hellinghausen (Zeitraum: 1929–1996)
- N 2     Firma Sternberg, Soest (Zeitraum: 1921–1979)
- N 4     Verschiedene kleine Bestände (Zeitraum: 1705–2003)
- N 5     Meliorationsgenossenschaft zur Regulierung der Lippe (Zeitraum: 1848–1982)
- N 7     Molkereigenossenschaft Oestinghausen (Zeitraum: 1889–1959)
- N 8     Heimatkreisvereinigung Groß Strehlitz (Zeitraum: 1870–2012)
- N 9     Kreiskuratorium „Unteilbares Deutschland“ Lippstadt (Zeitraum: 1958–1990)
- N 10   Verband der Heimkehrer, Kriegsgefangenen- und Vermisstenangehörigen Deutschlands, Kreisverband Soest (Zeitraum: 1950–1981)
- N 11   Volksbund Deutsche Kriegsgräberfürsorge (Zeitraum: 1934–1970)
- N 12   Deutsches Rotes Kreuz, Kreisverband Soest (Zeitraum: 1897–1994)
- N 13   Bund der Vertriebenen Deutschen, Kreisverband Soest (Zeitraum: 1937–1992)
- N 14   Sterbekasse/Pensionzuschusskasse für die Bediensteten der Westfälischen Landes-Eisenbahn Gesellschaft Lippstadt (Zeitraum: 1937–1980)
- N 15   Westfälische Landes-Eisenbahn (Zeitraum: 1862–2015)
- N 16   Vereinigte Gesangsvereine der Niederbörde (Zeitraum: 1959–2010)
- N 17   Schwerbehindertenvertretung Kreis Soest (Zeitraum: 1975–2014)
- N 18   Sängerkreis Lippstadt (Zeitraum: 1980–2019)
- N 19   Belecker Männerchor Pankratius 1860 (Zeitraum: 1909–2020)

#### Familien- und Hofesarchive, Nachlässe, privates Schriftgut
- P 1     Verschiedenes (Zeitraum: 1587–2016)
- P 2     Architekt Heinrich Stiegemann, Warstein (Zeitraum: 1857–1993)
- P 3     Heinrich Varnholt, Borgeln (Zeitraum: 1166–2000)
- P 4     Marianne Lüsse, Enkesen (Zeitraum: 1540–1997)
- P 5     Reichel (Kanadischer Presseoffizier)
- P 6     Dr. Otto-Friedrich und Irmgard Timmermann, Köln (früher Soest und Bad Sassendorf)(Handweberei) (Zeitraum: 1906–2006)
- P 7     Anna Vennemann, Soest (Zeitraum: 1975–2020)
- P 8     Hermann Prüßmann (Zeitraum: 1907–1986)
- P 9     Familienarchiv Platte, Werl (Zeitraum: 1931–2013)
- P 10    Fritz-Otto Peters (Zeitraum: 1765–2011)
- P 11    Johannes Kleeschulte, Suttrop (Zeitraum: 1818–2005)
- P 12    Roers Hof Ostinghausen (Zeitraum: 1795–1932)
- P 13    Heinrich Jäker (Zeitraum: 1950–1988)
- P 14    Lipshof, Stocklarn (Zeitraum: 1651–1998)
- P 15    Rudolf Harling, Oberkreisdirektor a. D.
- P 16    Hans Weller

#### Sammlungen

##### Audiovisuelles Archivgut
- F1      Fotos (Zeitraum: 1880–2020)
- F2      Negative (Zeitraum: 1900–2004)
- F3      Dias (Zeitraum: 1950–2002)
- F4      Filme (Zeitraum: 1950–1985)
- F5      Videos (Zeitraum: 1935–2007)
- F6      Tonbänder (Zeitraum: 1964–1987)
- F7      Tonkassetten (Zeitraum: 1964–2016)
- F8      Digitale Medien (CDs, CD-ROMs, DVDs) (Zeitraum: 1920–2021)
- F9      Fotoalben (Zeitraum: 1928–2011)
- F10    Schallplatten

##### Karten, Pläne, Plakate
- K1      Karten und Pläne (Zeitraum: 1692–2018)
- K3      Plakate (Zeitraum: 1940–2021)
- K4      Kalender (Zeitraum: 1978–2020)

##### Siegel, Stempel, Wappen
- S1      Wappen/Teller (Zeitraum: 1969–2016)
- S2      Siegel/Stempel

##### Zeitgeschichtliche Sammlung
Zeitraum: 1761–2021

##### Zeitungssammlung
- Z1      Zeitungen (Zeitraum: 1819–2021)
- Z2      Zeitungsbeilagen (Zeitraum: 1931–2020)

##### Archivbibliothek
Die Präsenzbibliothek enthält Literatur zur Geschichte, Kunst, Kirchen- und Familiengeschichte, zur Archäologie, Geographie, Geologie und Wirtschaft und zum Vereinsleben des Kreises Soest und seiner Städte und Gemeinden, Literatur zu Westfalen, historische Fachliteratur und Rechts- und Verwaltungsliteratur.

##### Dokumentation
- 5.1     Auswertung von Archivgut
- 5.2     Chronik
- 5.3     Zeitung (Zeitraum: 1978–2021)

### Trivia
- Die älteste Archivalie ist die Urkunde über den Tauschvertrag zu einem Haus in Lippstadt von 1587.
- Die Zeitungssammlung umfasst Zeitungen von Westfalenpost, Soester Anzeiger, Der Patriot u. a.
- Der Bestand Landratsamt Soest A befindet sich im Original im Landesarchiv NRW, Abteilung Westfalen in Münster.
- Über das Archivportal NRW ist die Beständeübersicht einsehbar.

## Service
Das Kreisarchiv Soest vermittelt Kontakte zu anderen Archiven, nimmt am Tag der Archive teil, veranstaltet Archivführungen und Einführungen in die Archivarbeit für Schülergruppen, Lehrer, Vereine und andere Gruppen und berät Vereinigungen und Privatpersonen aus dem Kreisgebiet in Fragen der Archivierung und Restaurierung von erhaltenswerten Dokumenten. Für Veröffentlichungen und Ausstellungen werden archivische Quellen ausgewertet und es werden Auskünfte zur Geschichte des Kreises Soest und seiner Städte und Gemeinden erteilt. Das Archiv veröffentlicht regelmäßig Beiträge im Heimatkalender des Kreises Soest.

## Benutzung

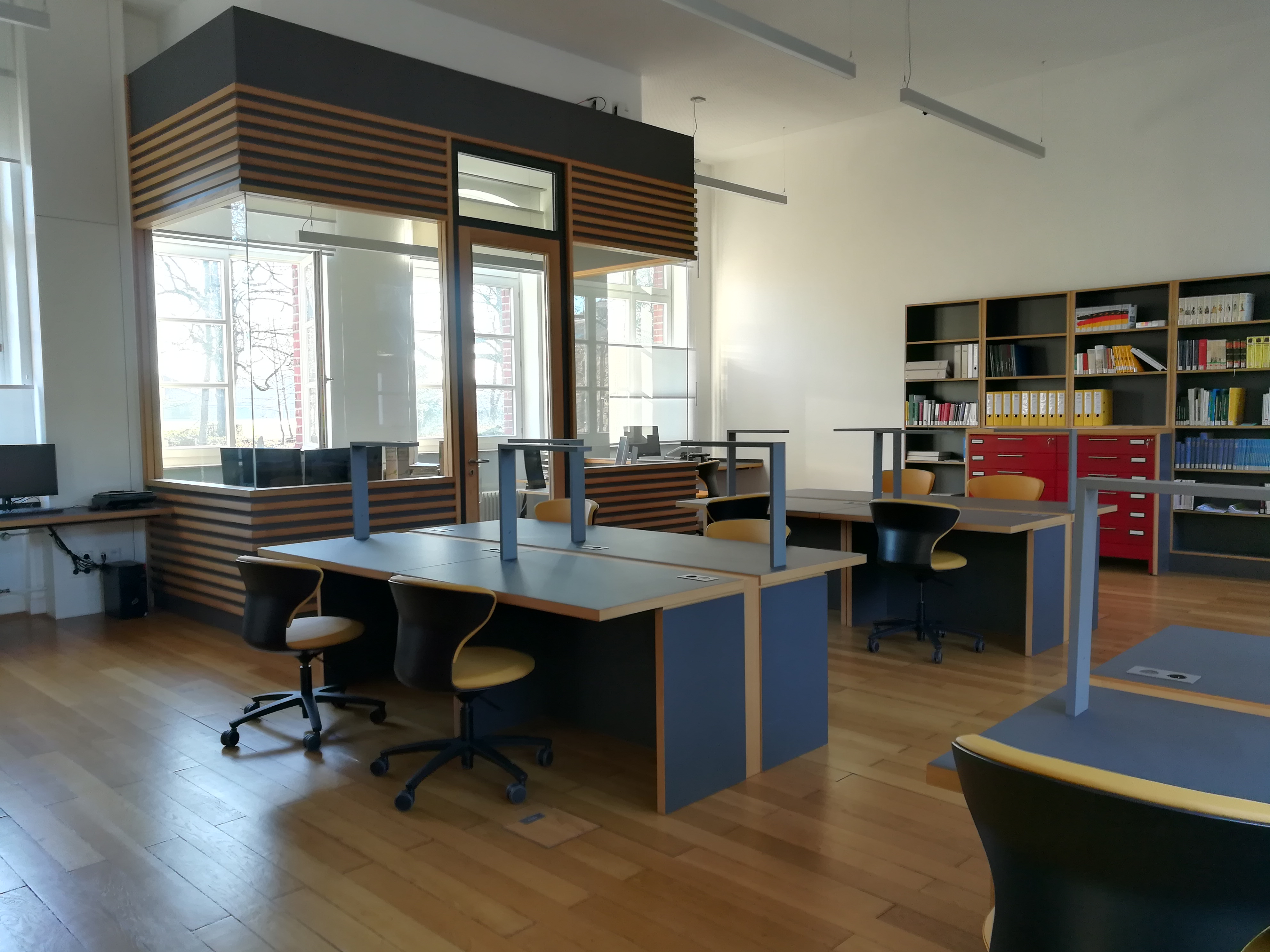
Lesesaal

Die Benutzung des Kreisarchives ist gebührenfrei. Im Lesesaal werden Benutzern und Benutzerinnen auf Antrag, welcher online oder vor Ort ausgefüllt werden kann, Archivalien nach Ablauf bestimmter Schutzfristen vorgelegt. Neben Archivalien können Findmittel und Schriftwerke aus der Archivbibliothek eingesehen werden. Über Benutzercomputer kann in der Beständeübersicht recherchiert und können Digitalisate angesehen werden.
Mittels eines Lesegerätes können Mikrofiches und Mikrofilme eingesehen werden. Der Bestand der Archivbibliothek ist im Online-Katalog Web-OPAC einsehbar. Über die Website des Kreisarchives sind die Beständeübersicht und Online-Findmittel abrufbar. Gebühren werden für Nachforschungen, Kopien und Reproduktionen sowie die Einräumung von Veröffentlichungsrechten erhoben.

## Publikationen des Kreisarchives Soest
- jährliche Veröffentlichungen der Reihe „Neue Heimatliteratur“ im Heimatkalender des Kreises Soest seit 1986
- Der dreißigjährige Krieg im Kreis Soest. Ein sachthematisches Inventar zu den Beständen in den Kommunalarchiven des Kreises. Soest, 1997.
- Vom preußischen Landratsamt zur heutigen Kreisverwaltung. Ein Rückblick auf 175 Jahre Kreisgeschichte in Lippstadt und Soest. Soest, 1992.
- Soest und Cottbus-Land: Zwei Kreise wurden Partner. Soest, 1997.
- 25 Jahre Kreis Soest. Festakt und Ausstellung. Soest, 2000.
- Beatrix Pusch: Mehr als Staub und Akten – das Kreisarchiv Soest. In: Heimatkalender Kreis Soest  2000. S. 36–38. Soest, 2000.
- Beatrix Pusch: Zwei Archive unter einem Dach: Kreisarchiv und Stadtarchiv nun in der ehemaligen Landwirtschaftsschule in Soest. In:  Heimatkalender Kreis Soest 2022. S. 115–118. Soest, 2022.
- Beatrix Pusch: 40 Jahre Kreisarchiv Soest.: Umzug soll auch für bessere Nutzermöglichkeiten sorgen. In:  Heimatkalender Kreis Soest 2018. S. 105–109. Soest, 2018.
- Beatrix Weber: Bibliographie Kreis Soest 1985. Soest, 1987.
- Beatrix Weber: Bibliographie Kreis Soest 1986. Soest, 1987.
- Beatrix Weber: Bibliographie Kreis Soest 1987 (mit Nachträgen aus 1985 und 1986). Soest, 1988.
- Beatrix Weber: Bibliographie Kreis Soest 1988 (mit Nachträgen aus 1985 bis 1987). Soest, 1989.
- Beatrix Weber: Bibliographie Kreis Soest 1985–1989. Soest, 1990.
- Beatrix Weber: Bibliographie Kreis Soest 1989 (mit Nachträgen aus 1985 bis 1988). Soest, 1990.
- Beatrix Pusch: Bibliographie Kreis Soest 1990. Soest, 1991.
- Beatrix Pusch: Bibliographie Kreis Soest 1991. Soest, 1992.
- Beatrix Pusch: Bibliographie Kreis Soest 1992. Soest, 1993.
- Beatrix Pusch: Bibliographie Kreis Soest 1993. Soest, 1994.
- Beatrix Pusch: Bibliographie Kreis Soest 1990–1994. Soest, 1995.
- Beatrix Pusch: 200 Jahre Kreise Soest und Lippstadt. Soest, 2017.